# Hilterfingen
Hilterfingen ist eine Einwohnergemeinde im Schweizer Kanton Bern. Sie gehört zum Verwaltungskreis Thun.
Die Dörfer des rechten Thunersee-Ufers, zu denen Hilterfingen und Hünibach gehören, werden der attraktiven Lage wegen oft auch als Goldküste oder Riviera des Thunersees umschrieben. Schloss Hünegg und der Landsitz Eichbühl aus der zweiten Hälfte des 19. Jahrhunderts gehören zu den imposantesten Bauwerken am Thunersee. Ein weiterer Landsitz, die Chartreuse, wurde 1901 abgerissen.
Hünibach gehört seit 1958 zu Hilterfingen, vorher war es Teil von Heiligenschwendi.

## Geographie

Luftbild aus 100 m von Walter Mittelholzer (1925)

Der Ort besteht aus den beiden Ortsteilen Hünibach und Hilterfingen-Dorf, liegt am rechten Ufer des Thunersees und ist mit den Nachbargemeinden Thun und Oberhofen zusammengewachsen. Die Gemeindegrenze zu Thun verläuft von der Aare nördlich der Chartreuse vorbei zum Hünibach, diesem und dann in südöstlicher Richtung dem oberen Ende des Hilterfingen- und Tannenbühlwalds entlang. Vom Gehöft Im Saali geht es dann in südwestlicher Richtung hinunter zum Thunersee. Durch den Ortsteil Hünibach fliesst der gleichnamige Bach, während der durch Hilterfingen fliessende Bach einfach Dorfbach heisst. Der Louelibach trennt die beiden Ortsteile voneinander. Vom Gemeindeareal von 280 ha ist fast die Hälfte, nämlich 47,0 %, durch Wald und Gehölz bedeckt. Weitere 40,5 % sind Siedlungsfläche, und nur 10,4 % des Gemeindegebiets werden landwirtschaftlich genutzt. Die restlichen Quadratmeter sind unproduktive Fläche.
Hilterfingen grenzt im Norden und Nordwesten an Thun, im Nordosten an Heiligenschwendi und im Südosten an Oberhofen.

## Bevölkerung
Am 31. Dezember 2023 zählte die Gemeinde 4082 Einwohner. Von diesen waren 2024 (49,81 %) Schweizer Frauen, 1704 (41,93 %) Schweizer Männer, zugewanderte Frauen 158 (3,88 %), zugewanderte Männer 177 (4,35 %).

## Politik
Der Gemeindepräsident heisst Martin Christen (Grüne, Stand Februar 2025).
Die Stimmenanteile der Parteien anlässlich der Nationalratswahl 2023 betrugen: SVP 23,0 % (+0,4 %), SP 17,9 % (+1,9 %), glp 13,5 % (+0,8 %), GPS 12,8 % (−2,1 %), FDP 12,5 % (−0,9 %), Mitte 6,5 % (−0,9 %), EDU 5,0 % (+1,7 %), EVP 4,6 % (+0,2 %).

## Verkehr
Die Gemeinde ist durch die Autobuslinie 21 (Thun Bahnhof – Interlaken Kirche) der Verkehrsbetriebe STI ans Netz des öffentlichen Verkehrs angeschlossen. Diese wiederum ersetzte den zwischen 1952 und 1982 verkehrenden Trolleybus Thun–Beatenbucht. Von 1913 bis 1952 fuhr auf dem Abschnitt die Strassenbahn Steffisburg–Thun–Interlaken. Um die am Hang entstandenen Quartiere zu erschliessen, verkehrt die Linie 22 der STI (der sogenannte Hangbus).
Die beiden grössten Ortsteile liegen an der Strasse Thun–Interlaken entlang dem rechten Thunersee-Ufer. Die nächsten Autobahnanschlüsse sind Thun-Süd und Thun-Nord an der A6.
Die Schiffländten Hilterfingen (See)  und Hünibach (See) werden von der BLS Schifffahrt bedient.

## Abwasser
Zur Reinigung des Abwassers wurde die Gemeinde an die ARA Thunersee in der Uetendorfer Allmend angeschlossen.

## Wappen
| Wappen von | Blasonierung: «Gespalten in Rot und Silber, überdeckt von einem an goldenem Stickel rankenden, aus einem golden-grünen Dreiberg wachsenden, golden-grünen Rebstock mit zwei goldenen und zwei roten Trauben und zwei goldenen und zwei grünen Blättern.» |
| Wappen von | Wappenbegründung: Dem seit dem 17. Jahrhundert geführten Ortswappen begegnet man in der heutigen Form seit 1945. |

## Sehenswürdigkeiten
Schloss Hünegg wurde 1861 bis 1863 vom Berliner Architekten Heino Schmieden im Auftrag des preussischen Barons Parpart im Stil der Loire-Schlösser erbaut. Heute beherbergt das Schloss das Museum für Wohnkultur des Historismus und des Jugendstils.

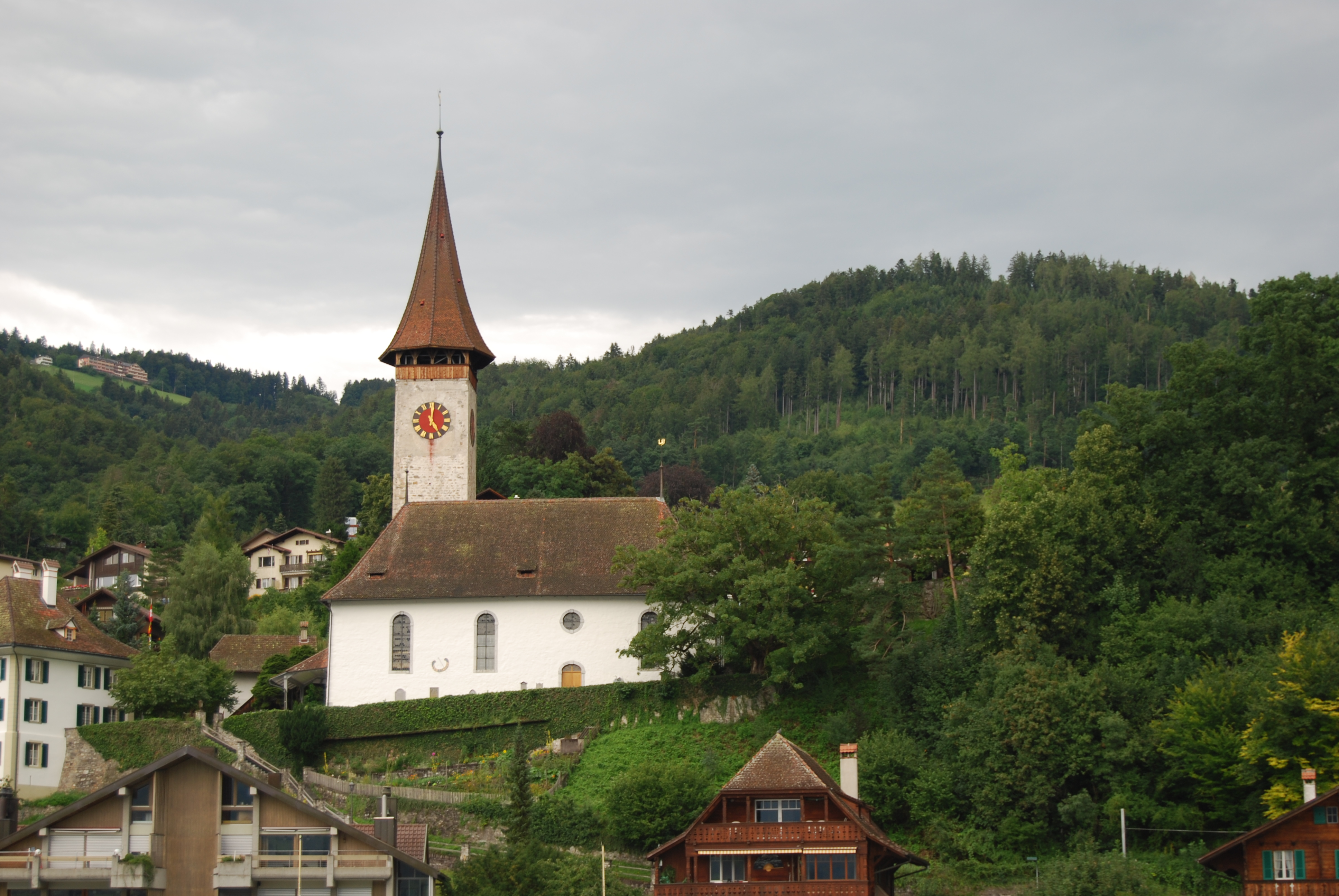
Kirche Hilterfingen
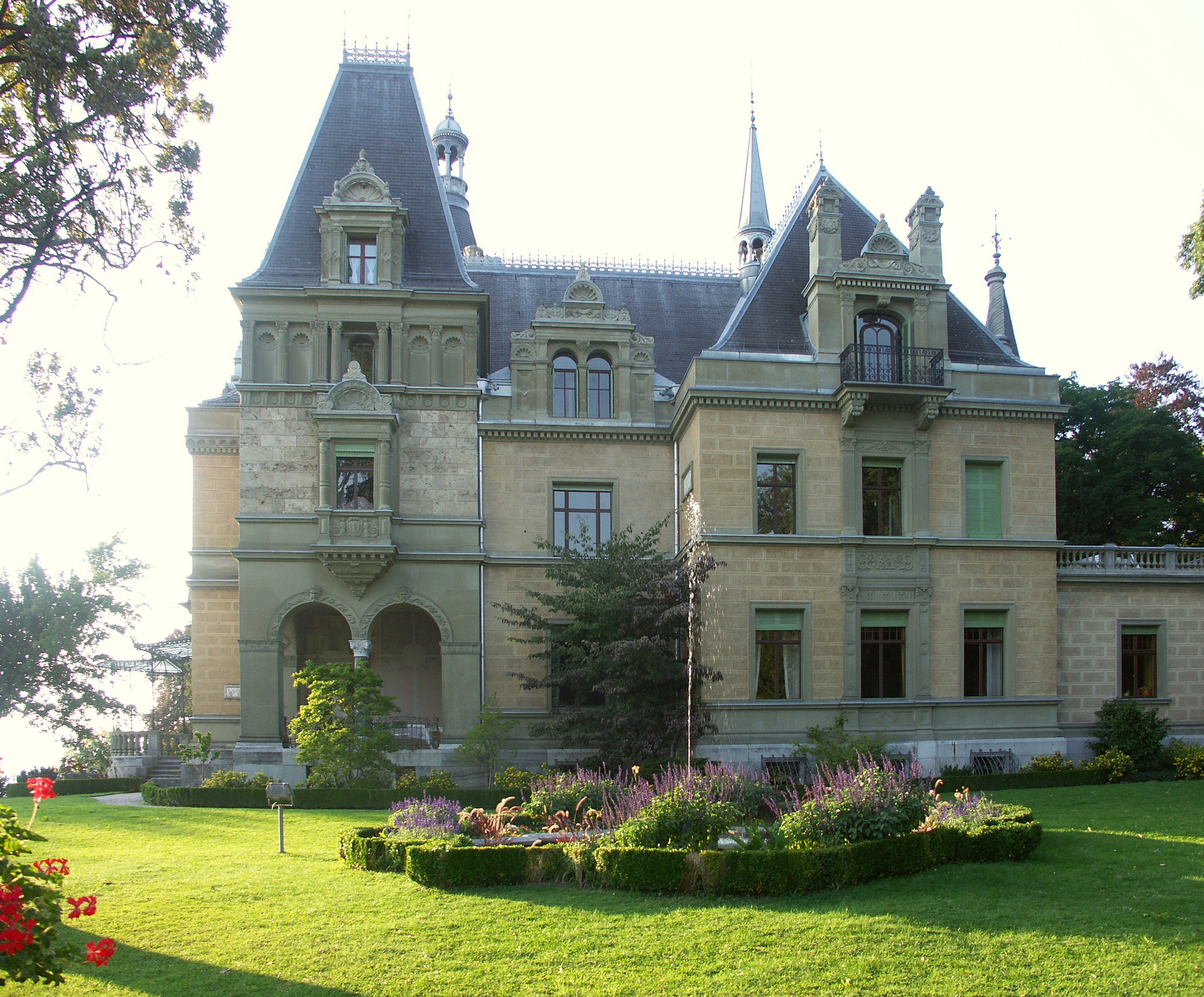
Schloss Hünegg
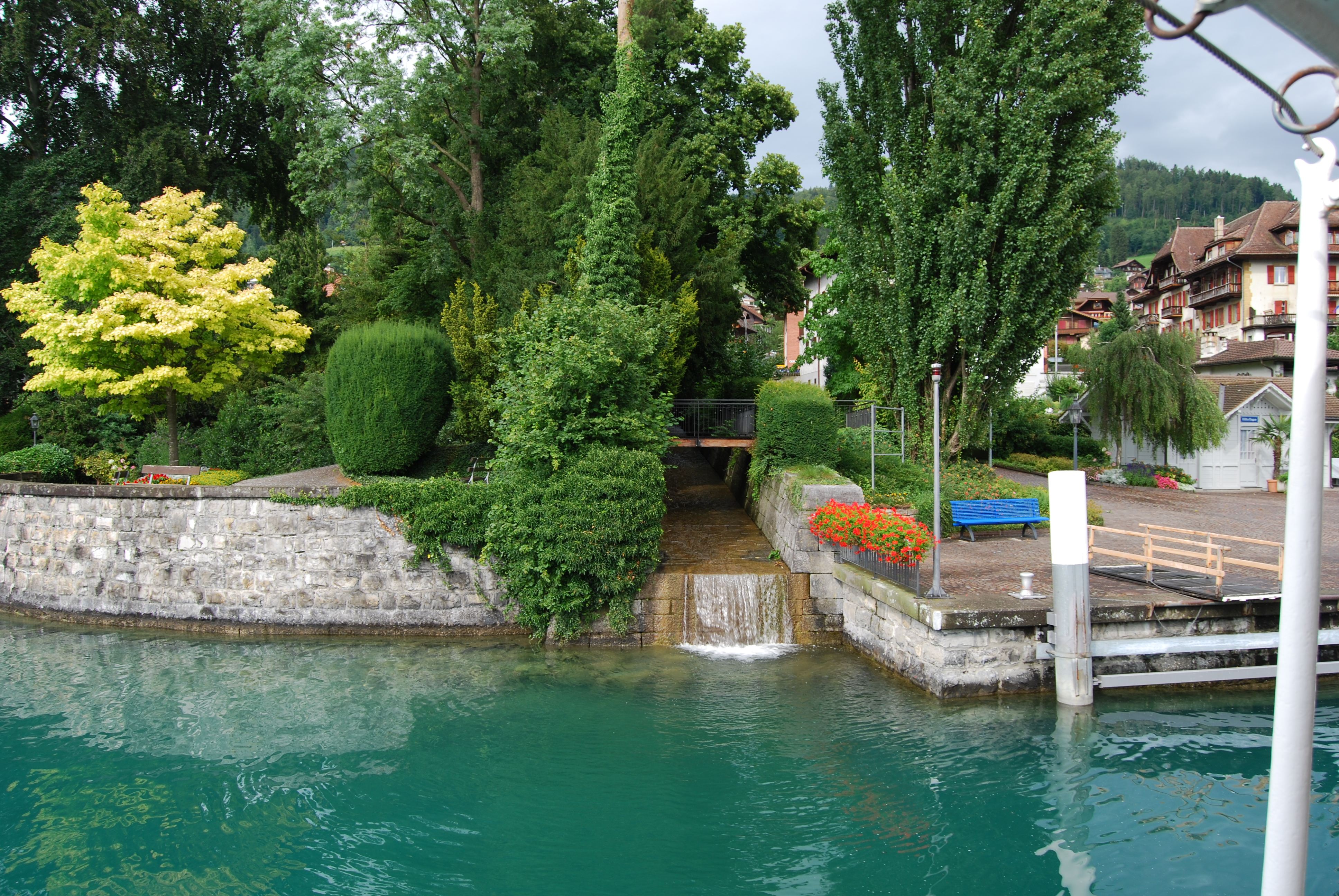
Einfluss den Dorfbaches in den Thunersee
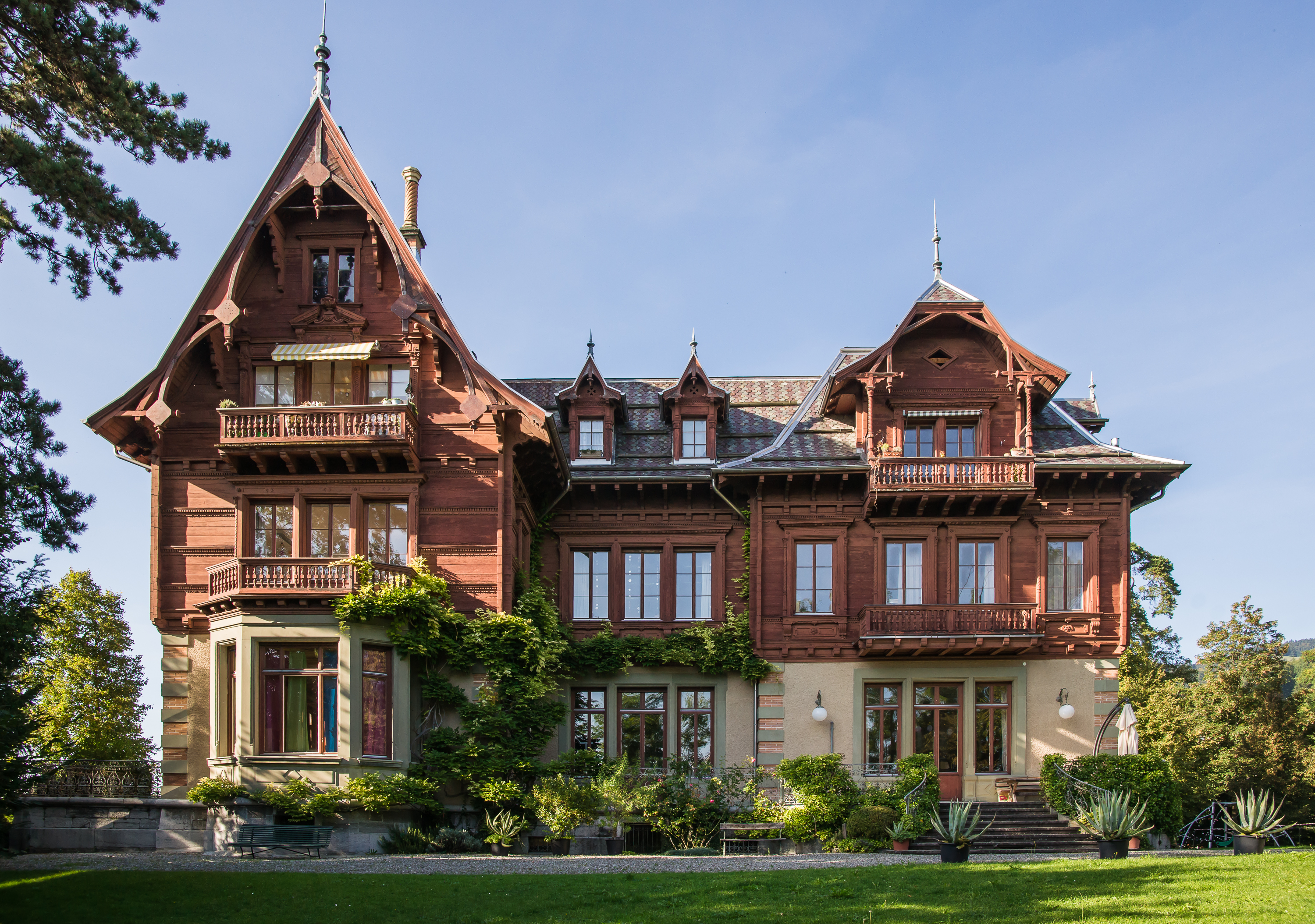
Landsitz Eichbühl
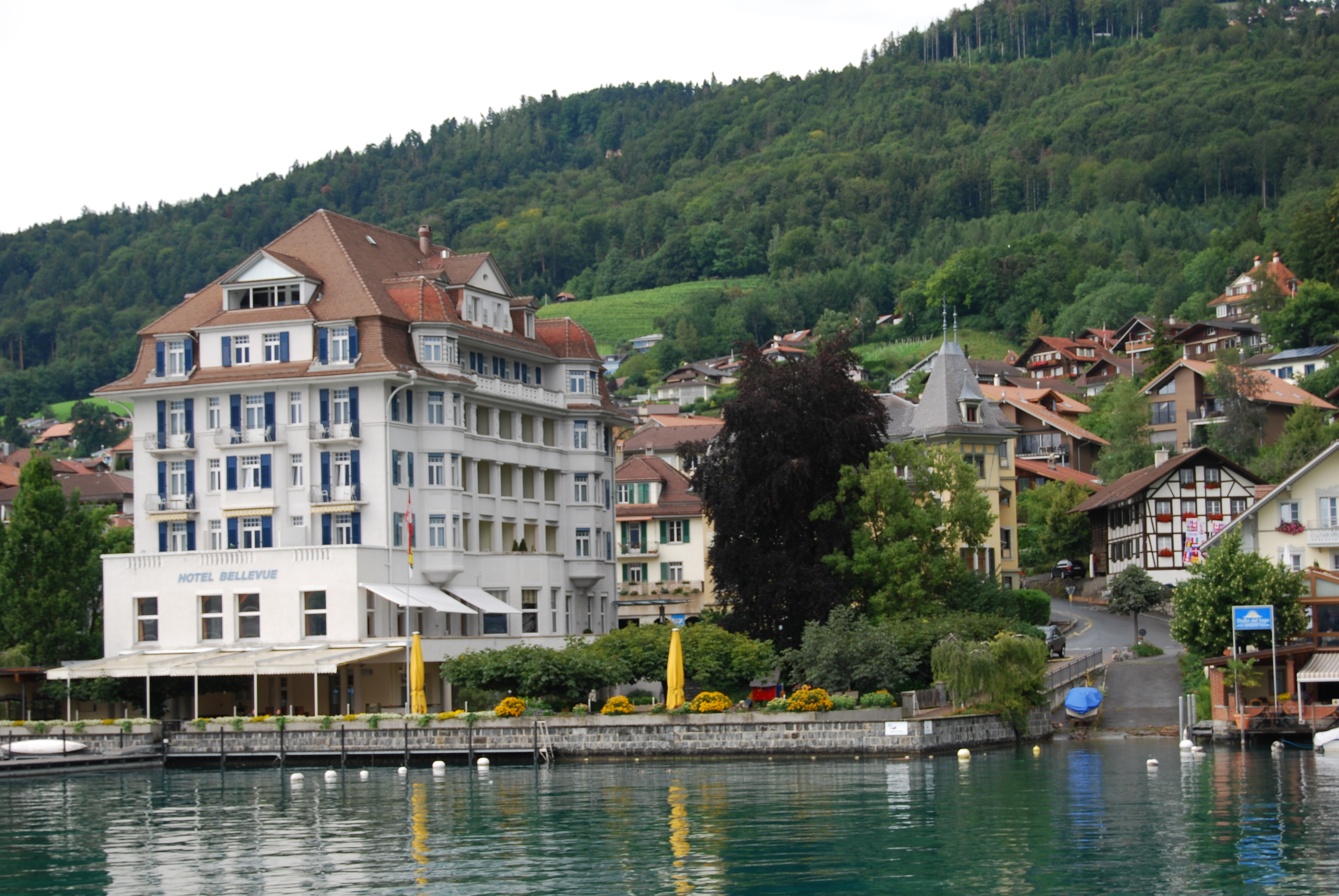
Hotel «Bellevue»
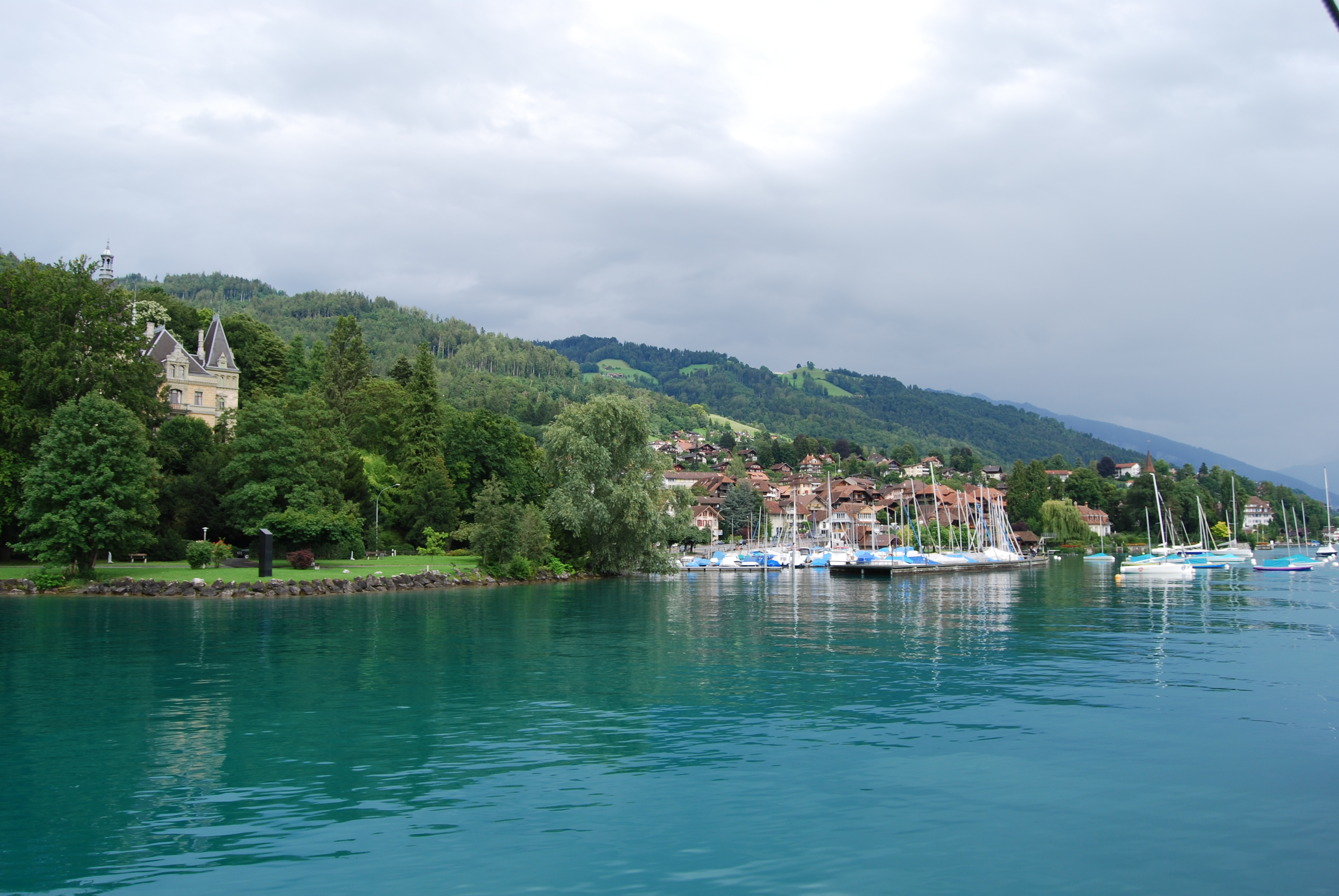
Schloss Hünegg und Dorf

## Städtepartnerschaft
Die mittelfränkische Kleinstadt Hersbruck in Bayern ist seit 2012 Partnerstadt Hilterfingens.

## Persönlichkeiten
- Johann Eduard Ernst Rohr (1859–1944), Pfarrer in Rohrbach und Hilterfingen
- Elisabeth Müller (1885–1977), Jugendschriftstellerin, gestorben in Hünibach
- Albert Rupp (1885–1958), Schweizer Luftfahrtpionier, geboren in Hilterfingen, gestorben in Hünibach
- Rudolf von Reding-Biberegg (1895–1974), Jurist und Generalsekretär der SRG
- Hans Sommer (1900–1989), Lehrer, Heimatforscher und Kulturhistoriker, gestorben in Hünibach
- Gertrud Kiener-Hofer (1935–2015), ehemalige Gemeindepräsidentin von Hilterfingen, zuletzt wohnhaft gewesen in Steffisburg
- Elisabeth Blum (* 1952), Architektin, Zeichnerin, Fotografin, Autorin und Hochschullehrerin
- Ueli Egger (* 1958), Grossrat (SP), wohnt in Hünibach
- Mathias Roten (1979–2008), Gleitschirmpilot aus Hünibach

Von Herbst 1913 bis Juni 1914 lebte in Hilterfingen der deutsche Maler August Macke mit seiner Familie.